# Besia
Besia (albanisch auch Besi, serbisch Бесиње Besinje) ist ein Dorf im Kosovo, es gehört zur Gemeinde Pristina.

## Geschichte
Es wird angenommen, dass der Ortsname auf eine antike Festung namens Besiana zurückgeht. Besiana befand sich hier oder in naher Umgebung und war eine mehrerer Festungen, die laut Prokop im 6. Jahrhundert von Kaiser Justinian wiederaufgebaut wurden, insbesondere um das Oströmische Reich vor Barbareneinfällen zu schützen. Möglicherweise steht dieser Ortsname etymologisch mit dem thrakischen Volk der Bessen in Verbindung.
Zwischen 1927 und 1932 siedelten sich in Besia zwei Familien serbischer Kolonisten an.

## Bevölkerung
Die Volkszählung in der Republik Kosovo aus dem Jahr 2011 ergab, dass in dem Dorf Besia 694 Menschen wohnten, allesamt Albaner.
| Zensus    | 1948 | 1953 | 1961 | 1971 | 1981 | 1991 | 2011 |
| --------- | ---- | ---- | ---- | ---- | ---- | ---- | ---- |
| Einwohner | 214  | 252  | 265  | 350  | 477  | 509  | 694  |